# Ernst Emil Rosenørn

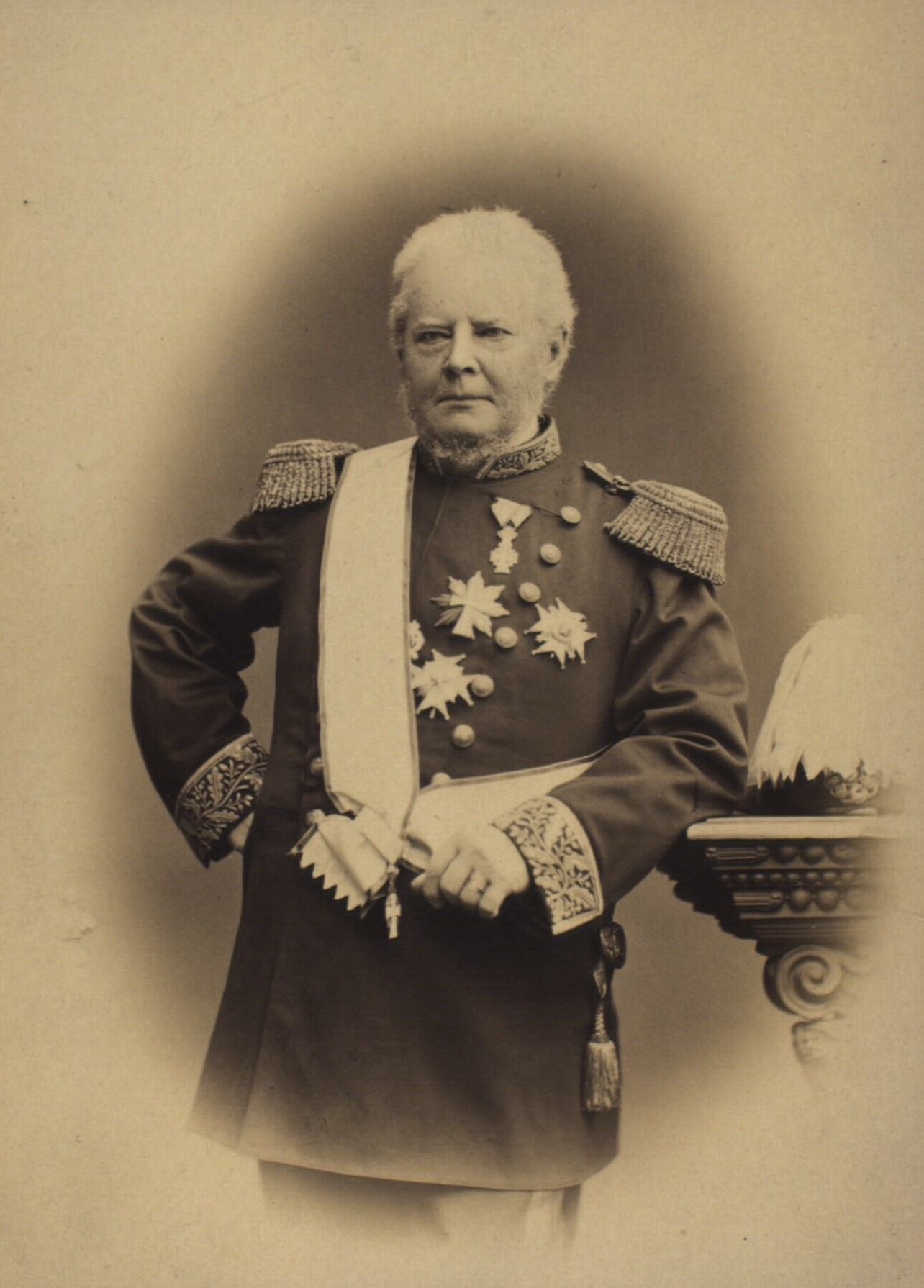
Ernst Emil Rosenørn

Ernst Emil Rosenørn (* 7. November 1810 auf Dønnerup; † 7. August 1894) war ein dänischer Politiker und in dieser Eigenschaft Abgeordneter des Landstings und des Folketings für die Højre. 1870–1883 war er Kopenhagener Oberpräsident und vom 22. September 1869 bis zum 28. Mai 1870 in der Regierung Frijs Kultusminister Dänemarks.

## Familie und Herkunft
Rosenørn wurde 1810 als viertes von vier Kindern des Gutsherrn Cecilius Andreas Ulrik Rosenørn und dessen (1782–1820) Frau Juliane Marie, geborene von Schack, (1785–1834) geboren. Als Taufdatum ist der 27. März 1811 in der Holmstrup Kirke eingetragen. Die Familie Rosenørn ist ein im 17. Jahrhundert geadeltes Geschlecht des Briefadels.
Am 15. April 1845 ließ Rosenørn sich in der Vennebjerger Hjørring Kirke mit Mariane Magdalene Clausine Brinck-Seidelin (1817–1884) trauen. Die Ehe blieb kinderlos.

## Leben
1830 legte Rosenørn sein Abitur am Herlufsholm ab und machte acht Jahre später sein juristisches Amtsexamen. 1838 bis 1840 hielt er sich im Ausland auf und kaufte 1841 mit zwei anderen Voergård in Vendsyssel. Von 1865 bis 1872 war er alleiniger Eigner des Gutes, und von 1855 bis 1871 besaß er zudem Østergård in Salling. 1846 zog er nach Frederiksberg, dessen Gemeinderatsvorsteher er von 1862 bis 1869 war. Im Vardekredsen war Rosenørn 1855 bis 1864 Folketingsabgeordneter, 1861 bis 1863 Reichsratsabgeordneter, 1866 bis 1869 war er Folketingsabgeordneter für den Hjertingkredsen und 1879 bis 1894 vom König bestimmtes Mitglied des Landstings. 1869 bis 1870 war er für kurze Zeit dänischer Kultusminister und anschließend bis 1883 Kopenhagener Oberpräsident. 1879 war er Landstingsmitglied und 1883 wurde er Geheimkonferenzrat.

## Auszeichnungen
- 1841: Kammerjunker[2]
- 1862: Kammerherr, Ritter des Nordstern-Ordens[1]
- 1867: Ritter des Dannebrogordens[2]
- 1870: Dannebrogmann[2]
- 1872: Komtur des Dannebrogordens zweiter Klasse[2]
- 1874: Komtur des Dannebrogordens erster Klasse[2]
- 1878: Großkreuz des Dannebrogordens[2]
- 1890: Fortjenstmedaljen in Gold[2]